# Терикон у Ридултовах
50°3′47.27″ пн. ш. 18°26′32.09″ сх. д. / 50.0631306° пн. ш. 18.4422472° сх. д.
Терикон у Ридултовах – терикон, розташований у польському місті Ридултови. Виник при вугільній шахті Ридултови.
У 2007 році терикону шляхом проведення конкурсу була присвоєна назва «Шарлота».
Є одним із найвищих териконів у Європі — відносна висота від підошви становить 134 метри, абсолютна найвищої точки над рівнем моря — приблизно 407 метрів. Займає площу 37 га; його об'єм 13,3 млн м³. Терикон видно з будь-якої відкритої точки міста; його навіть можна спостерігати з території Чехії.